# Karabinek wz. 1929
Der Karabinek wz. 1929 (deutsch: Karabiner 29, kurz: K29) war ein auf dem Mauser System 98 basierendes Gewehr, das in den 1930er Jahren in der polnischen Armee eingeführt wurde. Bei der Wehrmacht wurde es ab 1940 als Gewehr 298 (p) als Beutewaffe eingesetzt. Zudem wurden von 1940 bis 1942 in Radom aus bereits produzierten Teilen Gewehre des Typs G29/40 unter Kontrolle durch Steyr Daimler Puch (damals Teil der Reichswerke Hermann Göring) für die deutsche Wehrmacht gebaut.

## Geschichte

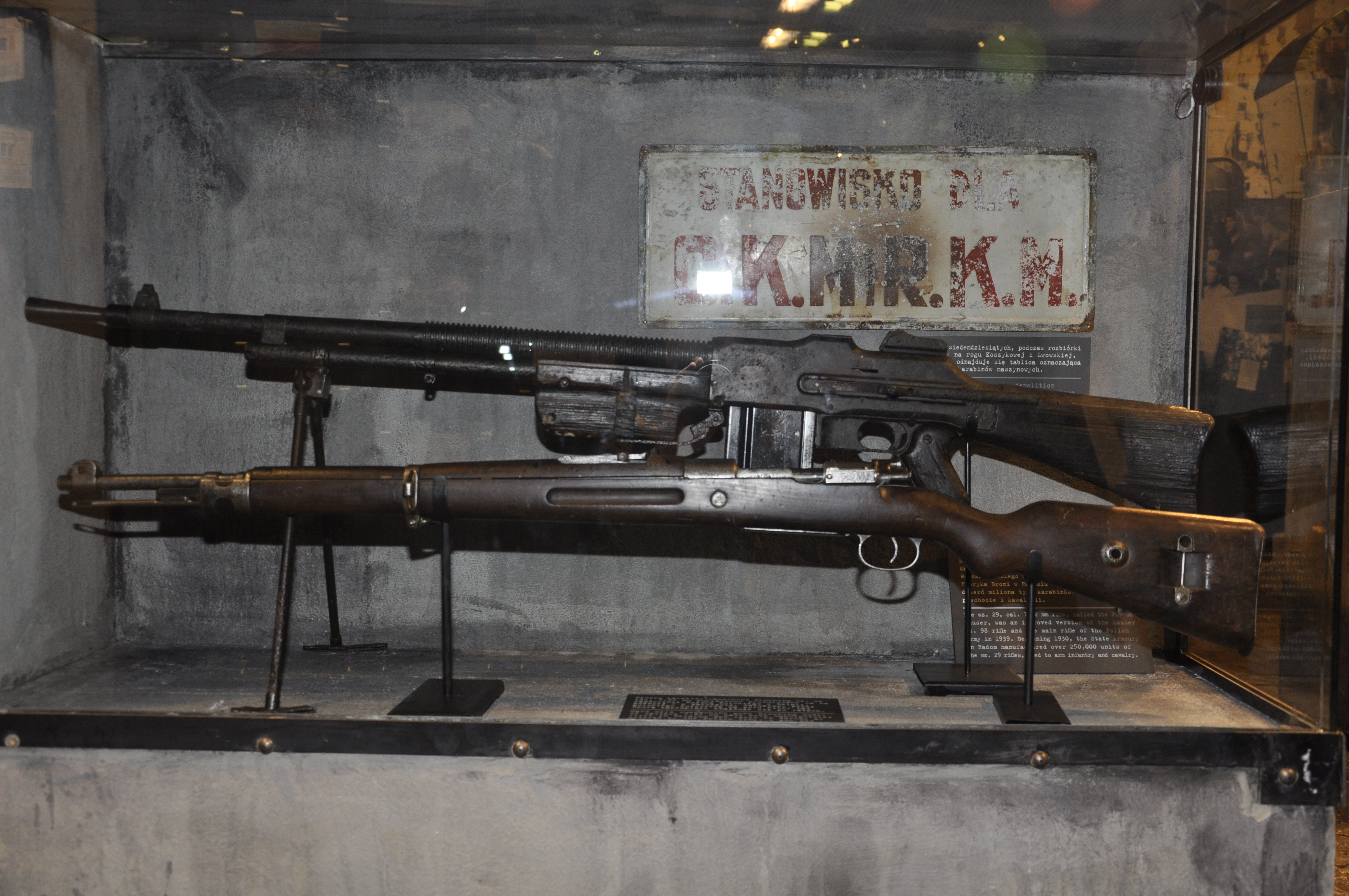
Karabinek wz. 1929 als Ausstellungsstück im Museum über den Warschauer Aufstand

Als die neu gegründete Zweite Polnische Republik 1920 zeitweise die Waffenfabrik Danzig in der Freien Stadt Danzig kontrollierte, wurden die dortigen Maschinen nach Warschau und Radom gebracht, um dort eigene Waffenproduktionen im Kernland aufzubauen. Da die deutschen Maschinen für die Produktion von Gewehr 98 und Karabiner 98A eingerichtet waren, produzierte Polen direkte Kopien für die neu aufgestellte polnische Armee. Da sich das Gewehr 98 im Polnisch-Sowjetischen Krieg als zu unhandlich erwiesen hatte, wurde ein kürzeres Gewehr mit dem Namen Karabiner 98 (poln. Karabinek wz. 1898, K98) entwickelt.  Der später entwickelte Karabiner 29 (K29) war dann im Wesentlichen eine Kopie des tschechischen Vz. 24 mit einer Länge von 1100 mm. Da der bei allen Teilstreitkräften eingeführte K29 neuen Anforderungen der polnischen Infanterie nicht genügte, wurde dort 1934 mit dem K98a eine Waffe mit 1150 mm Länge eingeführt. Bei der Wehrmacht wurde das Wz. 29 nach der Niederlage Polens im Zweiten Weltkrieg als Gewehr 298 (p) als Beutewaffe eingesetzt.

## G29/40
Nach der Niederlage Polens 1939 wurden in Radom aus bereits produzierten Teilen von 1940 bis 1942 Gewehre des Typs G29/40 unter Kontrolle durch Steyr Daimler Puch für die deutsche Wehrmacht produziert. Sie waren den deutschen K98k-Gewehren in jeder Hinsicht ebenbürtig, aber aufgrund ihrer ausländischen Herkunft offiziell Gewehre zweiter Klasse. Daher wurden sie an Dienststellen des deutschen Militärs ausgegeben, die normalerweise keine hohe Priorität für neue Handfeuerwaffen hatten, wie die Kriegsmarine und die Luftwaffe. Ab etwa 1942 wurde die Produktion eingestellt, da zu diesem Zeitpunkt keine vorproduzierten Teile mehr zur Verfügung standen. Deshalb wurde die Produktion auf Pistolen umgestellt. Als die Kriegslage 1944 eine Produktion in Polen gefährdete, ließ Steyr Daimler Puch alle Maschinen für die Gewehrproduktion aus Warschau und Radom nach Österreich abtransportieren, wo anschließend KZ-Häftlinge aus dem KZ Gusen in Stollenanlagen weiter Gewehre für die Deutschen herstellen mussten.